# Cephalopholis nigripinnis
Cephalopholis nigripinnis es una especie de pez del género Cephalopholis, familia Serranidae. Fue descrita científicamente por Valenciennes en 1828.
Se distribuye por el Océano Índico: desde la costa este de África (Kenia a Sudáfrica) hasta Sumatra; islas Comoras, Mascareñas, Maldivas y Sri Lanka. La longitud total (TL) es de 28 centímetros. Habita en arrecifes de coral y se alimenta de pequeños peces y crustáceos. Puede alcanzar los 60 metros de profundidad.
Está clasificada como una especie marina inofensiva para el ser humano.